# The Dethalbum
The Dethalbum é o primeiro álbum de estúdio da banda virtual americana de death metal, Dethklok. O disco contém todas as músicas da série televisiva, além de faixas inéditas. O artista Antonio Canobbio fez a arte oficial da capa. A versão deluxe do disco inclui um CD extra com sete faixas extras, além de um DVD com o clipe de Bloodrocuted e o primeiro episódio da segunda temporada do Metalocalypse.
O álbum estreou em 21º lugar na lista da Billboard americana, vendendo 33,740 só na primeira semana. Em julho de 2008, The Dethalbum foi lançado em viníl duplo.

## Faixas
1. Murmaider - (03:24)
2. Go Into the Water - (04:20)
3. Awaken -  (03:37)
4. Bloodrocuted - (02:18)
5. Go Forth and Die - (04:21)
6. Fansong - (02:52)
7. Better Metal Snake - (03:26)
8. The Lost Vikings - (04:26)
9. Thunderhorse - (02:45)
10. Briefcase Full of Guts - (02:43)
11. Birthday Dethday - (02:48)
12. Hatredcopter - (02:56)
13. Castratikron - (02:57)
14. Face Fisted - (04:17)
15. Dethharmonic - (04:30)
16. Deththeme - (00:34)

### CD bônus na versão Deluxe
1. Duncan Hills Coffee Jingle - (01:14)
2. Blood Ocean - (02:49)
3. Murdertrain a Comin' - (03:33)
4. Pickles Intro - (00:33)
5. Kill You - (03:40)
6. Hatredy - (04:17)
7. Dethklok Gets in Tune - (03:26)
8. Go into the Water" (Gulf Danzig Remix) - (4:20) (exclusiva versão vinil)

## Créditos
- Brendon Small - vocal, guitarra, baixo, teclado
- Gene Hoglan - bateria
- Emilie Autumn - violino na faixa Dethharmonic